# Letztbegründung
Letztbegründung ist in Philosophie, Theologie und Wissenschaftstheorie die Rückführung von Geltungsansprüchen hinsichtlich Wahrheit und Gewissheit auf letzte sichere Grundlagen. Eine Strategie der Rechtfertigung mit dem Anspruch auf Selbst- und Letztbegründung hält meist ein voraussetzungsloses Anfangen für unabdingbar.
Das Konzept einer „letzten“ Begründung wurde bereits bei Platon und Aristoteles reflektiert und im Laufe der Philosophiegeschichte immer wieder untersucht. Wichtige ältere Ansätze, das Denken auf eine sichere Grundlage zu stellen, finden sich bei Anselm von Canterbury, Descartes, Karl Leonhard Reinhold, beim Deutschen Idealismus (Fichte, Schelling, Hegel) und Jakob Friedrich Fries.
In seiner Spätphilosophie schließt sich auch der Philosoph Edmund Husserl der „Wissenschaft aus absoluter Begründung“ an. Als Letztbegründungstheoretiker gelten heute neben Hugo Dingler insbesondere Karl-Otto Apel, Vittorio Hösle, Wolfgang Kuhlmann und Harald Holz.
Besonders die Vertreter des Kritischen Rationalismus kritisieren die Letztbegründung.

## Richtungen der Letztbegründung
Eine Letztbegründung beginnt mit einer geltungsmäßig gesicherten Basis. Dieser Ausgangspunkt ist definitiv begründet und damit einer späteren Widerlegung oder Falsifikation nicht mehr fähig. Vielmehr denkt man von diesem Fundament aus zirkelfrei weiter und greift bei Begründungen immer wieder darauf zurück. Als erste Wahrheiten bzw. Grundwahrheiten werden mindestens seit der Scholastik die Evidenzen gesehen. Sie sind selbst weder beweisbar noch widerlegbar, da jeder Beweis sie bereits voraussetzt.
Nach Descartes besteht die gesicherte theoretische Basis ausschließlich aus den Erkenntnissen, dass ich denke und (also) bin, da ich nicht vermuten kann, nicht zu sein, ohne zu denken.
Mit dem transzendentalpragmatischen Argument versucht Karl-Otto Apel zu begründen, dass Menschen, die über ihre Zwecke reden, diese im Diskurs auch zur Disposition stellen müssen, weil sie sich sonst in einen performativen Selbstwiderspruch begeben. Hieraus entwickelt Apel eine Diskursethik, die sich durch die genannte Zweckdisposition letztbegründen lässt. Eine Theorie ist nach Apel unter anderem dann letztbegründet, wenn sie nicht ohne Selbstwiderspruch negiert werden kann.
Ähnlich wie Apel hält Jürgen Habermas es im Rahmen seiner Universalpragmatik für möglich, die Diskursethik durch eine ideale Sprechsituation (die Grundnorm der vernünftigen Rede) zu fundieren und zu legitimieren. Dies geht einher mit einer Konsenstheorie der Wahrheit. Im Gegensatz zu Apel strebt Habermas eine minimalistische Deutung des Transzendentalen an.
Obige Ansätze verwenden alle die Argumentationsfigur der Retorsion.
In der Protophysik (Hugo Dingler) wird versucht, den Anfang der Wissenschaften über eine Sicherung der Messgerätenormen zu erreichen. Daraus wird dann die – auf Messungen angewiesene – Physik letztbegründet. In der Fundamentaltheologie benutzt Hansjürgen Verweyen den philosophischen Erweis eines letzten Grundes, um zu zeigen, dass eine christlich verstandene Offenbarung für die menschliche Vernunft „vernehmbar“ sei (vgl. Natürliche Theologie).

## Lebenswelt als begründende Instanz
Bei Rene Descartes steht am Anfang der Philosophie das zweifelnde 'Ich denke', auf das er seine Philosophie letztlich gründet. Im Spätwerk Edmund Husserls wird in kritischer Rezeption des cartesischen Anfangs eine prädikative Evidenz als Anfang genommen. Die Lebenswelt wird bei Husserl diese letztbegründende Anfangsinstanz. Husserl entwickelt den Begriff in seinem Werk Die Krisis der Europäischen Wissenschaften und die transzendentale Phänomenologie im Rahmen seiner Überlegungen zur allgemeinen „Krise der Europäischen Wissenschaften“. Nach Husserl verblendeten die positiven und empirischen Wissenschaften im Zeitalter der Industrialisierung des 19. Jahrhunderts die Menschen:
Die Ursache dieser Krise erblickt Husserl darin, dass vergessen wurde, dass sich alle Wissenschaft in der Lebenswelt gründet. Die Lebenswelt ist der selbstverständliche, unbefragte Boden sowohl jeglichen alltäglichen Handelns und Denkens wie auch jeden wissenschaftlichen Theoretisierens und Philosophierens. Sie ist die „primordiale Sphäre“ – nicht nur, weil sie auch ohne die neuzeitliche Wissenschaftskonzeption mit ihrem objektiven Wahrheitsbegriff existierte, sondern auch weil viele der lebensweltlichen Sinnes- und Geltungssetzungen für jedes wissenschaftliche Argumentieren notwendigerweise vorausgesetzt werden müssen.

## Transzendentalpragmatik
In der Philosophie der Gegenwart haben sich für die Möglichkeit der Letztbegründung am klarsten die Vertreter der Transzendentalpragmatik, insbesondere Karl-Otto Apel und Wolfgang Kuhlmann, ausgesprochen. Einen ähnlichen Begründungsansatz lieferte Jürgen Habermas, ohne jedoch von Letztbegründung zu sprechen.
Die Grundlage des transzendentalpragmatischen Letztbegründungs-Ansatzes bildet die von John Austin und John Searle begründete Sprechakttheorie. Danach stellen die Grundeinheiten menschlicher Rede Sprechakte dar. Diese weisen, sofern sie propositional ausdifferenziert sind, eine „eigentümliche Doppelstruktur“ auf, die für die Letztbegründungsargumentation von entscheidender Bedeutung ist: einen propositionalen Bestandteil, den eigentlichen Aussageninhalt (lokutiver Akt), und einen performativen Bestandteil, die Intention, mit der der Aussageinhalt geäußert wird (illokutiver Akt). In der Regel ist der illokutive Akt in einem Sprechakt nur implizit enthalten. Gemäß dem Searleschen „Prinzip der Ausdrückbarkeit“ („principle of expressibility“) besteht aber die Möglichkeit, jeden illokutiven Akt zu explizieren und ihn so argumentativ zugänglich zu machen.
Nach Ansicht der Transzendentalpragmatiker ist eine Aussage nun genau dann letztbegründet, wenn ihre Bezweiflung zu einem „performativen Widerspruch“ führt, d. h. der Gehalt des illokutiven Akts i dem Inhalt der Proposition p widerspricht.
Als Beispiele führen Apel und Kuhlmann unter anderem das Nichtwiderspruchsprinzip, die Unbezweifelbarkeit der Existenz meines Ichs und einer Kommunikationsgemeinschaft an.
So behaupte jemand, der das Nichtwiderspruchsprinzip bestreitet, „gleichzeitig auch das Gegenteil seiner Behauptung“ und könne somit seine „Behauptung nicht mehr als Behauptung auffassen“. Ähnlich lässt sich der Zweifel, dass ich existiere, explizieren in der performativen Äußerung „Ich bezweifle hiermit – jetzt –, daß ich existiere“, was einen performativen Widerspruch zwischen Illokution und Proposition darstellt.
Weiterhin liegen nach Ansicht der Transzendentalpragmatiker jedem Zweifel die Annahme einer realen Kommunikationsgemeinschaft zugrunde, gegenüber der ich meine Zweifel vortrage und die Annahme einer idealen Kommunikationsgemeinschaft, die prinzipiell imstande ist, den Sinn meiner „Argumente adäquat zu verstehen und ihre Wahrheit definitiv zu beurteilen“.
Auch die Grundlagen einer Ethik seien auf diese Weise letztbegründbar. Sofern wir uns überhaupt auf das Argumentieren ernsthaft einlassen, wozu auch das Bestreiten gehört, könnten wir nicht mehr hinter unserem Willen zur rationalen Argumentation zurück. Das Ziel jeder Argumentation sei aber, dass wir etwas wirklich wissen wollen, um „Gewissheit“ zu haben, dass es sich bei dem betreffenden Problemlösungsversuch „wirklich um die richtige (optimal erreichbare) Lösung handelt“. Eine solche Gewissheit erreichen wir aber nach Ansicht der Transzendentalpragmatik nur, wenn wir uns zur Lösung eines Problems um eine „Lösung bemühen, der jedermann zustimmen könnte, um einen vernünftigen Konsens“.
Aus Sicht der Transzendentalpragmatik beinhaltet jeder illokutive Akt eines Sprechaktes ein Handlungswissen. Dessen Inhalte können durch die Methode der „strikten Reflexion“, also die Reflexion auf das „Thematisieren [einer Proposition] selbst“ aufgewiesen werden; das implizite Handlungswissen (das „Know-how“ vom Argumentieren) wird so zum expliziten Handlungswissen („Know-that“).
Für Apel und Kuhlmann ist das implizite Handlungswissen infallibel, da es konstitutiv für jeden Sprechakt sei. Bezüglich der Explikation dieses Handlungswissens gehen ihre Positionen allerdings auseinander. Während es für Apel keine „Unfehlbarkeit irgendwelcher Personen“ – auch nicht bezüglich der Rekonstruktion unseres Handlungswissens gibt, ist für Kuhlmann diese zumindest für einen Kernbereich infallibel: Für die Rekonstruktion unseres Handlungswissen bräuchten wir keine von außen herangetragenen, empirischen und daher falliblen Theorien über es aufzustellen, sondern hätten hier vielmehr den paradoxen Fall, dass es „der Gegenstand der Forschung selbst ist […], der von sich explizites Wissen produziert“.

## Methodische Messtheorie
Der deutsche Philosoph Hugo Dingler entwickelte eine nicht-empirische Theorie der Messung (Protophysik). Eine Operation darf nach Dingler nur von solchen Hilfsmitteln Gebrauch machen, die ebenfalls bereits operativ konstruiert und begründet sind (Vollbegründung). Anfangsschritte dieser methodischen Kette werden im dinglerschen Operativismus durch Rückgriff auf normierte Handlungen definiert. Beispielsweise wird die 'Ebenheit' von Körpern vorempirisch durch normierte Herstellung von ebenen Oberflächen bestimmt. Werden drei Oberflächen wechselseitig aneinander abgeschliffen, so können sie nicht konkav oder konvex werden (so genanntes dinglersches Dreiplattenverfahren).
Solche Anfänge der Wissenschaften sind bei Dingler vor den Messungen zu machen und nicht durch sie falsifizierbar. Sie begründen den Aufbau der Wissenschaften.

## Diskussion

### Kritik
In der zeitgenössischen Philosophie stellen vor allem die Vertreter des Kritischen Rationalismus die Möglichkeit einer Letztbegründung in Frage. Sie verweisen auf ein grundsätzliches Problem eines jeden Versuches einer letzten Begründung. Jede wiederholte Warum-Frage-Kette würde früher oder später nach dem Münchhausen-Trilemma in eine logische Sackgasse geraten, die nach Auffassung der Letztbegründungsgegner lediglich drei Alternativen zur Wahl lässt:
- Infiniter Regress – unendliche Reihe von Antworten
- Logischer Zirkel – in der Reihe der Antworten wird irgendwann auf das zu Beantwortende als Voraussetzung zurückgegriffen (Der Himmel ist blau, weil er blau ist)
- Dogmatismus – an die Stelle einer Begründung tritt eine unbegründete Behauptung (Der Himmel ist blau, weil der liebe Gott wollte, dass wir einen blauen Himmel haben).

In keinem Fall würde vollkommen unabhängig von der gestellten Frage jedoch eine Letztbegründung möglich.
Gegner der Letztbegründung sind u. a. mit folgendem logischen Problem konfrontiert: Ihre These „Es gibt keine Letztbegründung“ scheint nicht auf sich selbst anwendbar zu sein. Denn was begründet sie? Befürworter der Letztbegründung würden sagen, entweder es sind zwingende letzte Gründe, im direkten Widerspruch zur These – oder es sind schwächere Gründe, in Reibung mit dem apodiktischen Charakter der These. Jedoch würden Kritische Rationalisten antworten, dass es überhaupt keine Gründe sind (Erkenntnisskeptizismus), und dass erkenntnistheoretische Argumente immer nur negative Auswirkungen haben, niemals positive, also erkenntniszerstörend sind, nicht erkenntnisbegründend (Negativismus). Dass es keine Letztbegründung gebe, sei lediglich zutreffend (Absolutismus), auch wenn sich diese Annahme möglicherweise eines Tages als Irrtum herausstellen könnte. Das Gleiche gelte auch für die Logik selbst. Dass man die Behauptung, dass es keine Letztbegründung gibt, in Form des Münchhausen-Trilemmas aus der Logik herleiten könne, stelle keine Begründung dar, denn die Logik sei ebenfalls unbegründet (siehe auch Kernlogik).
Auch kritische Rationalisten beanspruchen also, dass absolute Wahrheit existiert, und dass man für Aussagen auch einen Wahrheitsanspruch erheben kann, nicht aber, dass man begründen könne, dass man in konkreten Fällen Wahres erwägt oder dass der Wahrheitsanspruch erfüllt ist – denn jedes Kriterium dafür müsste die Aussage schon deduktiv enthalten und würde daher das Begründungsproblem ausweiten, nicht reduzieren. Begründungen gibt es nach dieser Position nicht, nur Kritik, und diese mündet nicht bei Evidenzen, sondern bei unproblematischen Thesen – oder, frei nach David Miller, das Vorgehen des Kritischen Rationalismus zieht zwar auch Schlüsse aus unbegründeten Annahmen, aber zumindest nicht, wie die Begründungsbefürworter, aus den Annahmen, die Anfangs zur Debatte standen (oder die diese deduktiv enthalten und daher noch weniger als sie begründet sind). Miller vertritt den Standpunkt, dass es Begründung nicht gibt; dass sie unbrauchbar wäre, wenn es sie geben würde; und dass die Vernunft ohne sie sowieso sehr viel besser auskommt.
Auch beispielsweise von Theoretikern, die dekonstruktive oder diskursanalytische Instrumentarien zugrunde legen und in ihren Intuitionen entsprechenden Traditionen folgen, wurden immer wieder auf unterschiedliche Weise Formen der Letztbegründung kritisiert. Die dabei vorgebrachten Argumente sind vielfältiger und komplexer Natur. Sie haben oft zu tun mit dem Aufweis von kontingenten Faktoren, beispielsweise von Machtkonstellationen, Normierungen, Konventionen und Gewohnheiten, die ganz bestimmte Ordnungsmuster, Deutekategorien, Begriffsschemata und Theoriekriterien bevorteilen, so dass eine davon abgetrennte Form „letzter“ Begründung aus prinzipiellen Gründen scheitern müsse. Oft stehen derartige Kritiken in direktem Zusammenhang mit grundsätzlicher Skepsis gegenüber bestimmten Begriffen von Rationalität, Subjektivität, Wissenschaft und Begründung.

### Erwiderung auf die Kritik
Die Transzendentalpragmatiker verteidigten ihren Letztbegründungsansatz im Letztbegründungsstreit gegen die Kritik der Kritischen Rationalisten. Sie setzten sich dabei insbesondere mit dem von Hans Albert aufgestellten Fallibilismus-Prinzip (FP) auseinander, das die grundsätzliche Bezweifelbarkeit aller Überzeugungen behauptet. Apel und Kuhlmann lehnen dieses Prinzip im Wesentlichen aus folgenden Gründen ab:
1. Das FP führe bei Anwendung auf es selbst (was erlaubt sei, da es „selbst Ausdruck einer Überzeugung ist“)[18] in eine Paradoxie: „Ist das 'Fallibilismus'-Prinzip selbst fallibel, dann ist es insofern gerade nicht fallibel und umgekehrt“.[19]
2. Das FP sei gehaltlos, da der Fallibilist „nichts als wahr behaupte, auch nicht, daß irgend etwas unsicher ist“.[20]
3. Das FP sei immun, da es seine eigene Falschheit mit behaupte und auch durch den Aufweis einer sicheren Überzeugung nicht falsifiziert werden könne.[21]

Hans Albert hat diese Kritik als Strohmannargumente zurückgewiesen.
Auch Millers Kritik ist erwidert worden. Darüber hinaus besteht zwar im Kritischen Rationalismus selbst weitestgehend Einigkeit, dass es keine Begründung für Behauptungen geben kann, aber es gibt auch Meinungen, die der Ansicht sind, man könne zumindest das Fürwahrhalten einer Behauptung begründen, jedoch sind auch diese wiederum auf Widerspruch gestoßen.

### Primärliteratur

#### Letztbegründungsversuche
- Karl-Otto Apel: Diskurs und Verantwortung. Das Problem des Übergangs zur postkonventionellen Moral. Suhrkamp, Frankfurt am Main 1988, ISBN 3-518-57924-X.
- Karl-Otto Apel: Auseinandersetzungen in Erprobung des transzendentalpragmatischen Ansatzes, Suhrkamp, Frankfurt am Main, 1998, ISBN 3-518-58260-7.
- Hugo Dingler: Lehrbuch der exakten Fundamentalwissenschaft. Band 1: Allgemeines und Begründung der Mathematik. Lüttke, Berlin 1944 (als: Aufbau der exakten Fundamentalwissenschaft. Herausgegeben von Paul Lorenzen. Eidos-Verlag, München 1964).
- Wolfgang Kuhlmann: Reflexive Letztbegründung. Untersuchungen zur Transzendentalpragmatik. Alber, Freiburg im Breisgau / München 1985, ISBN 3-495-47568-0 (Zugleich: Frankfurt am Main, Universität, Habilitations-Schrift, 1983).
- Hansjürgen Verweyen: Gottes letztes Wort. Grundriß der Fundamentaltheologie. Patmos Verlag, Düsseldorf 1991, ISBN 3-491-71037-5, PDF der ersten Auflage.[27]
  - Neuauflage: Hansjürgen Verweyen: Gottes letztes Wort. Grundriß der Fundamentaltheologie. 4., vollständig überarbeitete Auflage. Pustet, Regensburg 2000, ISBN 3-7917-1692-1.

#### Kritik
- Hans Albert: Traktat über kritische Vernunft (= Die Einheit der Gesellschaftswissenschaften; Bd. 9, ISSN 0424-6985). Mohr, Tübingen 1968.
- Hans Albert: Kritik des transzendentalen Denkens. Mohr Siebeck, 2003, ISBN 978-3-16-148197-0.

### Einführungen und Überblicksdarstellungen

#### Einführungen
- Reinhold Aschenberg: Letztbegründung? Beitrag zu einer typologischen Orientierung. In: Reinhard Hiltscher, André Georgi (Hrsg.): Perspektiven der Transzendentalphilosophie. Im Anschluß an die Philosophie Kants. Freiburg (Breisgau) / München 2002, ISBN 3-495-48058-7, S. 11–42.
- Carl Friedrich Gethmann: Letztbegründung. In: Jürgen Mittelstraß: Enzyklopädie Philosophie und Wissenschaftstheorie. Zweite Auflage. Band 4, Metzler 2010, ISBN 978-3-476-02103-8, S. 549–552.
- Miriam Ossa: Voraussetzungen voraussetzungsloser Erkenntnis? Das Problem philosophischer Letztbegründung von Wahrheit. Paderborn, Mentis 2007, ISBN 978-3-89785-567-0.

#### Interpretationen klassischer Letztbegründungsversuche
- Dieter Wandschneider: Grundzüge einer Theorie der Dialektik. Rekonstruktion und Revision dialektischer Kategorienentwicklung in Hegels „Wissenschaft der Logik“. Klett-Cotta, Stuttgart 1995, ISBN 3-608-91748-9.

#### Diskussion des Letztbegründungskonzepts
- Jürgen Fritz: Das Kartenhaus der Erkenntnis. Warum wir Gründe brauchen und weshalb wir glauben müssen. VDM Verlag Dr. Müller, Saarbrücken 2007, ISBN 978-3-8364-4501-6.
- Vittorio Hösle: Die Krise der Gegenwart und die Verantwortung der Philosophie. Transzendentalpragmatik, Letztbegründung, Ethik. C. H. Beck, München 1990, ISBN 3-406-34757-6.
- Hartmut Ihne: Letztbegründung in der Ethik. Zu den Begründungsversuchen einer transzendentalpragmatischen Ethik bei Karl-Otto Apel und Wolfgang Kuhlmann und einer konstruktivistischen Ethik bei Oswald Schwemmer. Bern 1990 (Bern, Universität, Dissertation, 1990).
- Hans-Dieter Klein (Hrsg.): Letztbegründung als System? (= Studien zum System der Philosophie; Bd. 2). Bouvier, Bonn 1994, ISBN 3-416-02509-1.
- Hanul Sieger: Die Logik der Liebe. Von Erich Fromm zur Letztbegründung (= Europäische Hochschulschriften. Reihe 20: Philosophie; Bd. 551). Peter Lang, Frankfurt am Main [u. a.] 1997, ISBN 3-631-32134-1.
- Peter Michael Lippitz: Letztbegründung: Werner Flachs Erkenntnislehre und die Fundierungsansätze von Hans Wagner und Kurt Walter Zeidler. Königshausen & Neumann, Würzburg 2005, ISBN 978-3-8260-3205-9.
- Karl-Heinz Ohlig: Gibt es eine „Letztbegründung“ des (christlichen) Gottesglaubens? Ein neuer Trend in der deutschen katholischen Fundamentaltheologie (Memento vom 17. März 2007 im Internet Archive) in: imprimatur 34, 2001, 74–77. 63.
- Edmund Runggaldier und Benedikt Schick (Hrsg.): Letztbegründungen und Gott. Walter de Gruyter, Berlin 2011, ISBN 978-3-11-022680-5.